# Championnats d'Asie du Sud d'athlétisme
Les Championnats d'Asie du Sud d'athlétisme (en anglais South Asian Championships) est une compétition internationale d'athlétisme qui réunit les pays d'Asie du Sud.
La dernière compétition a eu lieu à Cochin (Inde) les 8 et 9 mars 2008.